# Sandrine Delerce
Sandrine Delerce, ogift Mariot, född 26 april 1975 i Besançon i Doubs i Frankrike, är en tidigare fransk handbollsspelare som blev världsmästare med Frankrike 2003. Efter sin spelarkarriär blev hon 2015 assisterande tränare i ESBF Besançon.

## Klubblagskarriär
Sandrine Delerces moderklubb var ESBF Besançon där hon spelade från 1985 till 2006. Under två år, 2008 till 2006, representerade hon Vesoul Haute-Saône Sports Circle innan hon sitt sista spelår 2008–2009 återvände till ESBF Besançon.

## Landslagskarriär
Sandrine Delerce debuterade i landslaget i april 1994 mot Rumänien och spelade sedan 168 landskamper med 381 gjorda mål för Frankrike. Hon spelade sin sista landskamp mot Ukraina i bronsmatchen i OS 2004 som Frankrike förlorade. Första medaljen vann hon vid VM 1999 då Frankrike tog silver efter finalförlust mot Norge. År 2002 vid EM vann hon brons med landslaget.
År 2000 deltog hon i OS då Frankrike slutade på 6:e plats och sedan år 2004 där Frankrike slutade på fjärde plats. Hon vann sin största merit med landslaget då hon vann guldet vid världsmästerskapet i handboll för damer 2003.

## Meriter i klubblag

### Internationella cuper
- Vinnare av Europacupvinnarcupen 2003 (med ES Besançon)

### Nationella titlar
- Mästare i Frankrike 1998, 2001 och 2003 med ESBF Besançon
- Vinnare av franska cupen 2001, 2002 och 2003 med ESBF Besançon